# 가브리엘라 와일드
가브리엘라 와일드(Gabriella Wilde, 1989년 4월 8일 ~ )는 잉글랜드의 배우이다.

## 출연 작품
- 원더 우먼 1984 (2020)
- 스콰터스 (2014)
- 엔들리스 러브 (2014)
- 캐리 (2013)
- 삼총사 3D (2011)